# Lilla Rammsjön
Lilla Rammsjön är en sjö i Örebro kommun i Närke och ingår i Norrströms huvudavrinningsområde. Sjön har en area på 0,0891 kvadratkilometer och ligger 159,1 meter över havet. Lilla Rammsjön ligger i Kvarnbäcken-Lärkesån Natura 2000-område.

## Delavrinningsområde
Lilla Rammsjön ingår i det delavrinningsområde (659368-145611) som SMHI kallar för Mynnar i Lerkesån. Medelhöjden är 188 meter över havet och ytan är 3,75 kvadratkilometer. Det finns ett avrinningsområde uppströms, och räknas det in blir den ackumulerade arean 13,33 kvadratkilometer. Kvarnbäcken som avvattnar avrinningsområdet har biflödesordning 5, vilket innebär att vattnet flödar genom totalt 5 vattendrag innan det når havet efter 227 kilometer. Avrinningsområdet består mestadels av skog (87 procent). Avrinningsområdet har 0,09 kvadratkilometer vattenytor vilket ger det en sjöprocent på 2,4 procent.